# Eusèbe député
Eusèbe député és una pel·lícula de comèdia francesa de 1939 dirigida per André Berthomieu i protagonitzada per Michel Simon, Elvire Popesco i Jules Berry. Els decorats de la pel·lícula van ser dissenyats pel director d'art Robert Gys.

## Argument
El notari Eusèbe Bonbonneau es troba candidat a diputat. En efecte, un empresari tort, Frazier, va empènyer un còmplice a usurpar la identitat de Bonbonneau per poder, com a diputat, obtenir les autoritzacions necessàries per a la creació d'un Casino a Sanceau-les-Bains. En aquest negoci, Frazier pretén obtenir bons beneficis. Però Bonbonneau, l'autèntic, és elegit mentre el còmplice de Frazier és detingut.
Frazier no s'avergonyeix per tan poc i intenta utilitzar els nous electes per obtenir el suport ministerial. El ministre va descobrir la combinació i retreu a Bonbonneau la seva credulitat. Ell, desconsolat, va dimitir. A més, durant l'aventura, va crear un somni sentimental que es va esfondrar com la resta.
Continuarà sent secretari de notari.

## Repartiment
- Michel Simon: Eusèbe Bonbonneau, secretari de notari que esdevé diputat
- Elvire Popesco: Mariska, una actriu agitada que manipula Eusebe
- Jules Berry: Félix Jacassar
- André Lefaur: El comte de Marignan
- Marguerite Moreno: Émilie Bonbonneau
- Gaston Dubosc: el notari
- René Bergeron: Pinson
- Marcelle Rexiane: La secretària
- Gaston Mauger: Gaburon
- Jean Hébey: El majordom
- Marthe Mussine: Yvonne Solange
- Paul Demange: El conserge